# Rrethinat
Rrethinat je naselje i općina u sjeverozapadnom dijelu Albanije. Nalazi se u Skadarskom distriktu.